# 卡特里洛縣

36°24′23″S 63°25′25″W / 36.40639°S 63.42361°W
卡特里洛縣（西班牙語：Departamento Catriló），是阿根廷的縣份，位於該國中部拉潘帕省，首府設於卡特里洛，東面是布宜諾斯艾利斯省，面積2,555平方公里，2010年人口7,293，人口密度每平方公里2.9人。